# Galápagos (Guadalajara)
Galápagos es un municipio y localidad española de la provincia de Guadalajara, en la comunidad autónoma de Castilla-La Mancha. El término municipal, ubicado en la comarca de la Campiña, tiene una población de 2748 habitantes (INE 2024).

## Geografía
Integrado en la comarca de La Campiña de Guadalajara, se sitúa a 23 km de la capital provincial. El término municipal está atravesado por la carretera nacional N-320, entre los pK 310 y 312, y por una carretera local que permite la conexión con la carretera nacional en Torrejón del Rey. 
El relieve del municipio consta de dos partes diferenciadas. Por el este es un terreno llano, en el que se extiende el valle del río Torote y por donde discurren algunos arroyos, como el arroyo Albatajar. Por el norte y el oeste aparece una pendiente ascendente que supera los 850 m. La altitud oscila entre los 875 m al norte (Loma de Peromalo) y los 720 m a orillas del río Torote. El pueblo se alza a 736 m sobre el nivel del mar. 
| Noroeste: Valdenuño Fernández y El Casar | Norte: Valdenuño Fernández | Noreste: Fuentelahiguera de Albatages |
| Oeste: El Casar                          |                            | Este: Guadalajara (exclave)           |
| Suroeste: Ribatejada (Madrid)            | Sur: Torrejón del Rey      | Sureste: Valdeaveruelo                |

## Historia
Es difícil precisar el origen del asentamiento que diera origen al pueblo, puesto que no existen noticias del mismo hasta que se le cita como "lugar" dependiente de la entonces existente y hoy desaparecida aldea de Alcolea de Torote, de la que sí existen referencias desde el siglo VIII. El interrogante se acentúa dado que en 1133 se cita el nombre de Galápagos como límite del alfoz de Guadalajara, sin quedar claro si es únicamente como topónimo o ya como lugar habitado.
Junto a la citada aldea de Alcolea de Torote, fue parte en primer lugar del señorío del Monasterio de la Vid, próximo a Aranda de Duero, para pasar posteriormente a manos de la orden de las monjas de Santa Clara de Guadalajara, concretamente en 1311. Posteriormente estas cedieron el señorío de la Villa, en 1332, al Arzobispado de Toledo. Allí permaneció hasta 1430, cuando el rey Juan II concedió las tercias reales que pagaba el pueblo al monasterio de Lupiana.
Habrían de llegar los últimos años del siglo XVI, concretamente 1585, para que el rey Felipe II otorgase a Galápagos el título de Villa, fijándole un término municipal e incorporándola a la Corona. Todo ello previo pago, y a través de una carta privilegio firmada en Monzón. Posteriormente y debido a las deudas contraídas por la villa, la jurisdicción de la misma, así como su señorío recayeron en las manos del conde de Moriana del Río, D. Juan de Orcasitas y Avellaneda en 1698. Permanecería bajo el mismo hasta la desamortización de Mendizábal y la propia desaparición del señorío, datando ambas de 1812.
A mediados del siglo XIX, el lugar contaba con una población censada de 234 habitantes. La localidad aparece descrita en el octavo volumen del Diccionario geográfico-estadístico-histórico de España y sus posesiones de Ultramar de Pascual Madoz de la siguiente manera:

GALAPAGOS: v. con ayunt, en la prov. y part. jud. de Guadalajara (3 leg.), aud. terr. de Madrid (8), c. g. de Castilla la Nueva, dióc. de Toledo (20): sit. en una pequeña llanura y combatida princicipalmente de los vientos N. y E.: su clima es templado, y las enfermedades mas comunes fiebres intermitentes y obstrucciones del higado y bazo; tiene 56 casas; la de  ayuntamiento; una de mejor construccion y mayores comodidades propia del marqués de Villadarias; escuela de instruccion primaria frecuentada por 23 alumnos á cargo de un maestro dotado con 1,250 reales y las retribuciones de los discípulos; una iglesia parr. de entrada (La Catedra de San Pedro en Antioquia) servida por un cura de provision real previo concurso; un cementerio colocado al N. de la villa, fuera de la que, muy inmediata á las casas, hay una fuente que provee al vecindario para sus necesidades domésticas: confina el term. N. Valdenuño; E. Usanos; S. Torrejon del Rey, y 0. el Casar de Talamanca; dentro de él se encuentran un sitio muy delicioso llamado El Berral que sirve de paseo; una ermita (La Soledad) y los desp. de Cañeque, La Puebla, Sta. Catalina y San Bartolomé: el terreno, á escepcion de una pequeña y buena vega inmediata al pueblo, es de mediana calidad, hallándose mucha parte inculto, por estéril; comprende un monte poblado de encina y roble; un soto con arbolado de álamos, sargales y otros arbustos, y una deh. de pastos; le bañan el arroyo de Torote, de curso perenne y de poco caudal ordinariamente, pero temible en tiempo de lluvias por sus desbordaciones, á las que contribuye no poco el desagüe en el mísmo de los regatos Cantarranas, Cañeque y Albatajar que solo corre con las aguas llovedizas. caminos: los de pueblo á pueblo, de herradura y transitables tambien para carruajes, se hallan en regular estado. correo: se recibe y despacha en la adm. de Guadalajara por balijero que llega martes, jueves y domingos. prod.: mucho aceite, trigo, cebada, avena, centeno y vino; se cria ganado lanar y las caballerías necesarias para la agricultura; caza abundante de liebres, conejos y perdices; pesca de algunas anguilas y pocos barbos en el Torote. ind.: la agrícola y un molino aceitero. comercio: esportacion de frutos sobrantes é importacion de los art. de consumo que faltan. pobl.: 58 vec., 234 alm. cap. prod.: 1.436,260 rs. imp.: 114,900. contr.: 9,745. presupuesto municipal: 4,828 rs., se cubre con los fondos de propios y arbitrios.
(Madoz, 1847, p. 267)

## Demografía
Galápagos cuenta con una población de 2748 habitantes (INE 2024).

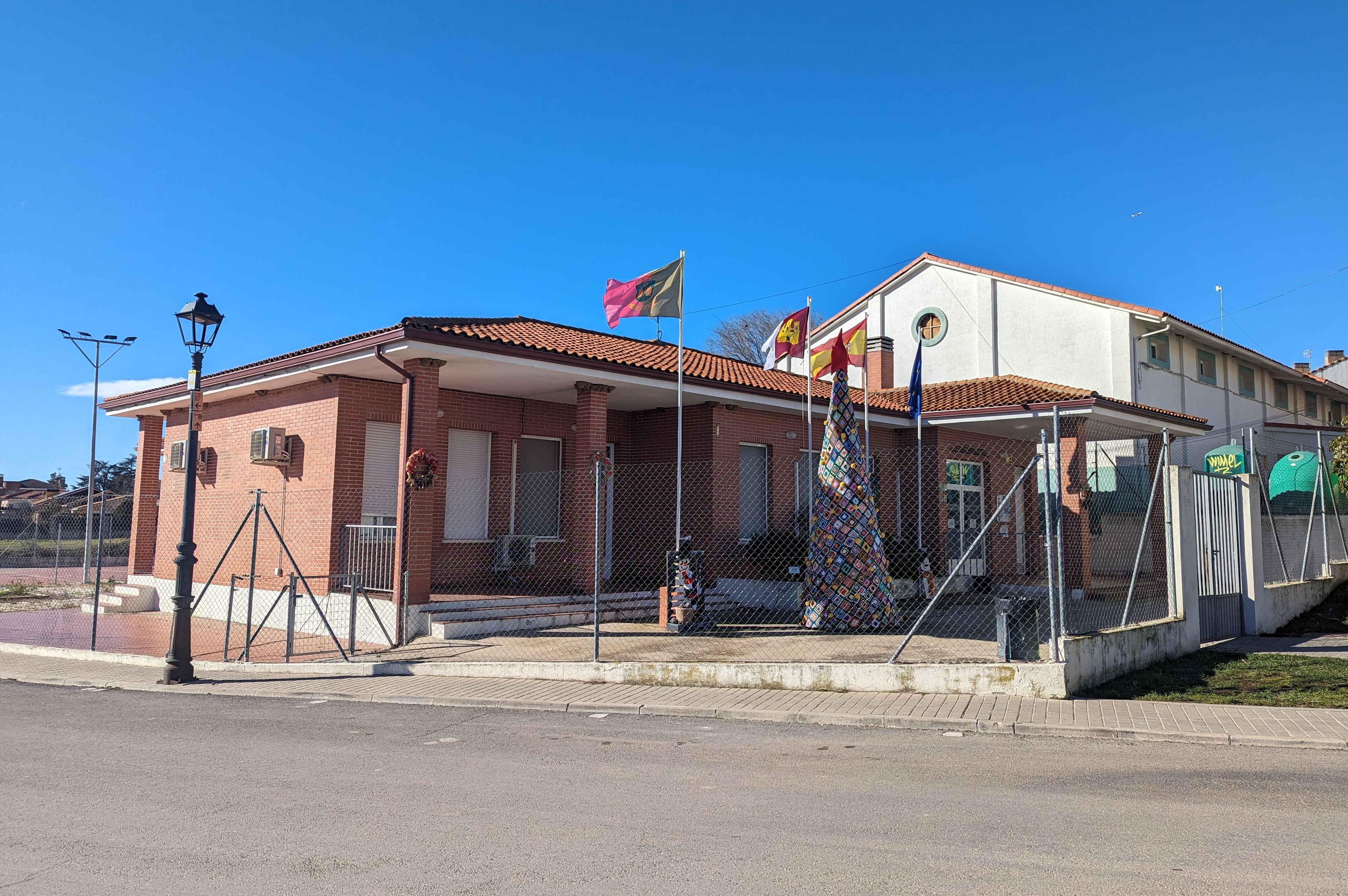
Casa consistorial

| Gráfica de evolución demográfica de Galápagos entre 1842 y 2021                                                     |
| |
| Población de derecho según los censos de población del INE Población de hecho según los censos de población del INE |

| Gráfica de evolución demográfica de Galápagos entre 2000 y 2023 |
|                                                                 |
| Población a 1 de enero según el padrón municipal del INE        |

## Patrimonio artístico

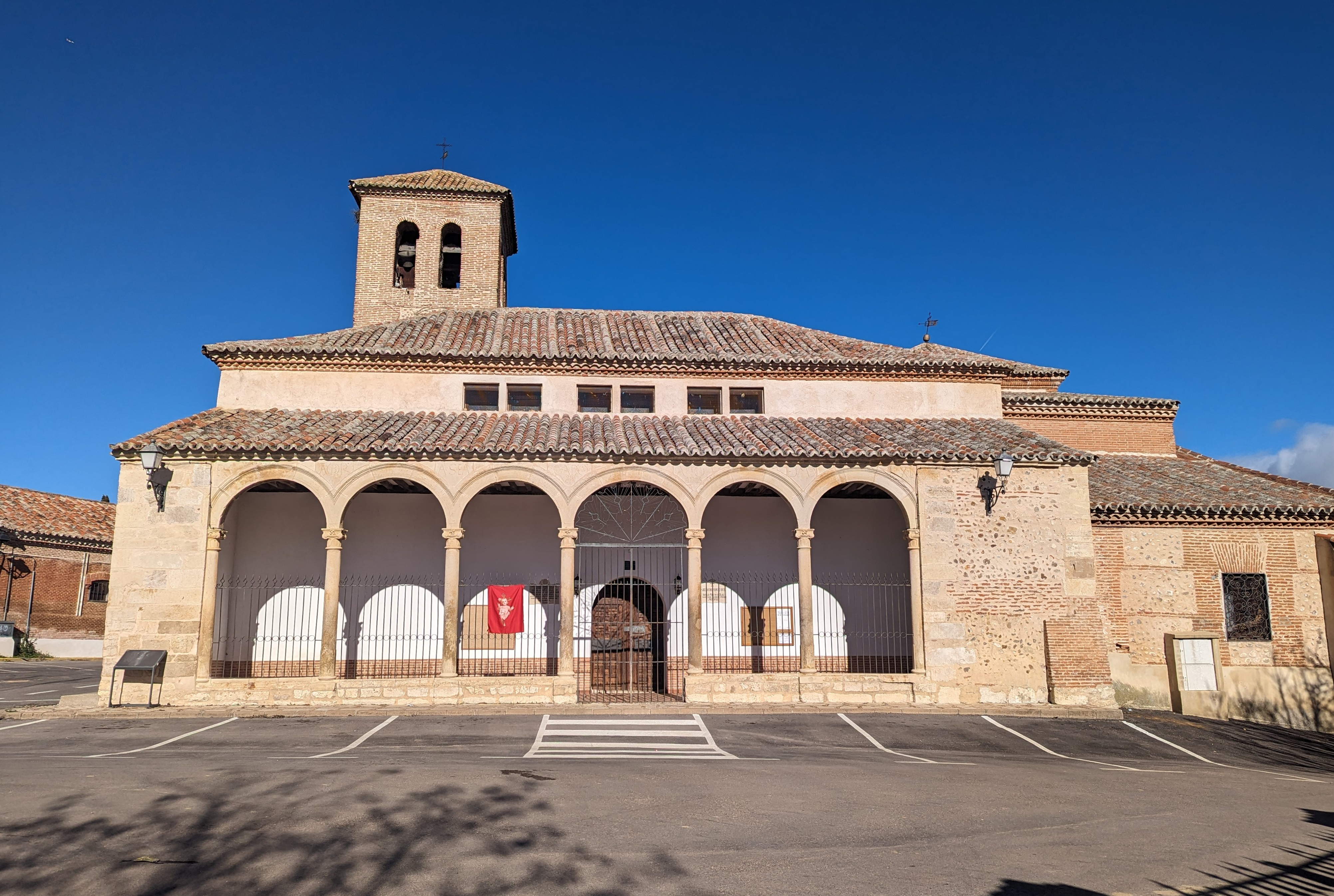
Iglesia de la Cátedra de San Pedro en Antioquía

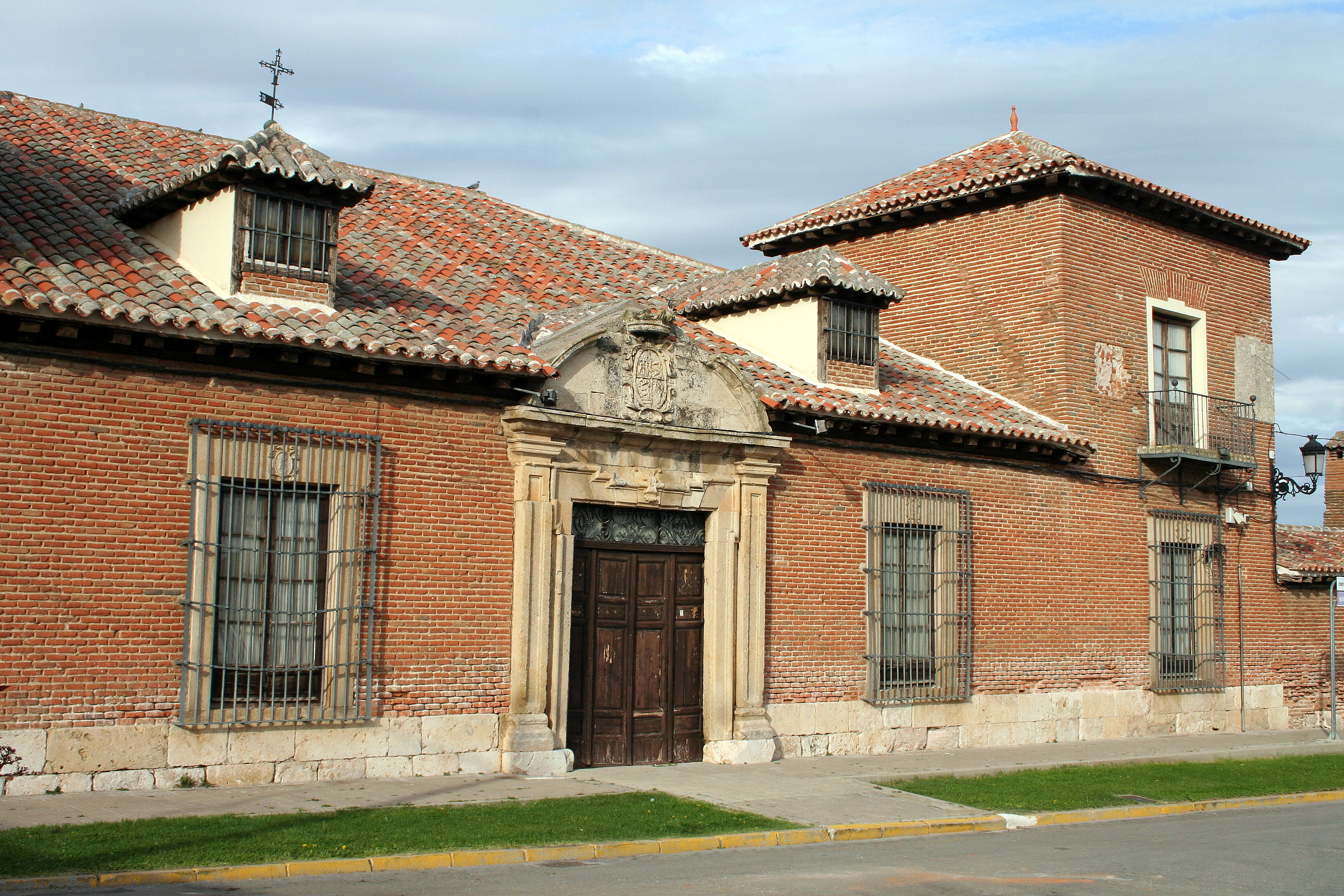
Palacio barroco. Portada central con escudo nobiliario

- Iglesia parroquial de la Cátedra de San Pedro en Antioquía.[3] Ábside del siglo XII y atrio renacentista del siglo XVI.
- Palacio de los Condes de Moriana, también conocido como "Casa Grande".
- Plaza Mayor.

## Fiestas patronales
- Fiestas patronales en honor de Santa Águeda: 5 de febrero.
- Fiestas en honor de la Virgen del Campo: cuarto fin de semana de agosto.